# ایسالاوی
ایسالاوی (به اسپانیایی: Isallavi) یک منطقهٔ مسکونی در بولیوی است که در استان سود کاراناگاس واقع شده‌است. ایسالاوی ۳۳ نفر جمعیت دارد و ۳٬۷۸۳ متر بالاتر از سطح دریا واقع شده‌است.